# 滋賀県道201号安土西生来線
滋賀県道201号安土西生来線（しがけんどう201ごう あづちにしょうらいせん）は、滋賀県近江八幡市を通る一般県道である。

## 概要
近江八幡市安土町下豊浦から近江八幡市西生来町に至る。
JR西日本東海道本線の跨線橋北詰には90度のカーブがあり、事故がたびたび起こる。旧安土町を縦断している。

### 路線データ
- 起点：近江八幡市安土町下豊浦（下豊浦交差点、滋賀県道2号大津能登川長浜線交点、滋賀県道511号栗見新田安土線終点、滋賀県道600号近江八幡安土能登川自転車道線上）
- 終点：近江八幡市西生来町（西生来町交差点、国道8号交点、滋賀県道208号小脇西生来線終点）
- 総延長：3.1 km

## 歴史
- 1958年（昭和33年）7月26日 - 滋賀県告示第291号により路線認定[1]
- 2022年（令和4年）7月19日 - JR西日本東海道本線との交差部にある歩道用のアンダーパスで通行中の女性が溺死する事故が発生[2]。
- 2023年（令和5年）6月末 - 冠水警報装置などが設けられ、事故の対策工事が行われた[3]。

## 路線状況

### 重複区間
- 滋賀県道600号近江八幡安土能登川自転車道線（近江八幡市安土町下豊浦・下豊浦交差点（起点） - 近江八幡市安土町上豊浦・加賀団地口交差点）
- 滋賀県道199号下豊浦鷹飼線（近江八幡市安土町下豊浦・安土郵便局前交差点 - 近江八幡市安土町下豊浦・松原交差点）

## 地理

### 通過する自治体
- 近江八幡市

### 交差する道路
| 交差する道路 | 交差する場所 | 交差する場所          |
| --- | ------------ | --------------------- |
| 滋賀県道2号大津能登川長浜線 / 彦根道＝朝鮮人街道 滋賀県道511号栗見新田安土線 滋賀県道600号近江八幡安土能登川自転車道線 / びわ湖よし笛ロード 重複区間起点 | 安土町下豊浦 | 下豊浦交差点          |
| 滋賀県道2号大津能登川長浜線 / バイパス 滋賀県道199号下豊浦鷹飼線 重複区間起点                                                                            | 安土町下豊浦 | 安土郵便局前交差点    |
| 滋賀県道198号安土停車場桑実寺本堂線 滋賀県道600号近江八幡安土能登川自転車道線 / びわ湖よし笛ロード 重複区間終点                                          | 安土町上豊浦 | 加賀団地口交差点      |
| 国道8号 滋賀県道208号小脇西生来線 | 西生来町     | 西生来町交差点 / 終点 |

### 交差する鉄道
- 東海道本線
- 東海道新幹線

### 沿線
- 安土郵便局
- 滋賀中央信用金庫 安土支店
- フレンドマート 安土店
- 近江八幡市立安土保育園
- 近江八幡市立安土中学校
- 安土図書館
- 近江八幡市役所安土町総合支所
- 子安地蔵
- 吉野工業所 滋賀工場
- 滋賀第一交通近江八幡営業所